# 超臨界圧軽水冷却炉

超臨界圧軽水冷却炉

超臨界圧軽水冷却炉（ちょうりんかいあつけいすいれいきゃくろ、英：Supercritical Water-Cooled Reactor、SCWR）とは、冷却材に超臨界圧の水（軽水）を用いた研究中の原子炉である。

## 概要
超臨界圧軽水が原子炉冷却およびタービンの直接駆動を行う貫流型となっている。
この炉型は、熱中性子炉と高速中性子炉の両方の設計が可能であり、熱中性子炉として設計した場合には超臨界圧軽水炉またはスーパー軽水炉、高速中性子炉として設計した場合には超臨界圧軽水冷却高速炉またはスーパー高速炉とそれぞれ呼ばれる。
高速炉とする場合には水減速棒のない稠密な燃料格子の炉心を用いることになる。また、高速炉として設計した場合、増殖炉として機能させることも可能である。
プラント設計は単純化が指向されているほか、原子炉圧力容器と制御棒はPWRに、原子炉格納容器と非常用炉心冷却系はBWRにそれぞれ類似する。これは、従来の軽水炉での経験を活かすため、それらとの類似性が念頭に置かれているためである。

### 超臨界圧軽水
この原子炉で用いられる超臨界圧軽水とは、22.1MPa以上に加圧された軽水のことを指す。水は臨界点である374℃、22.1MPa以上の高温、高圧条件下では沸騰現象が見られなくなり、この性質をこの原子炉では利用する。なお、火力発電においては超臨界圧軽水は以前（1960年代以降）から利用されている。

## 特徴
軽水炉は1950年代に、米国で当時の亜臨界圧火力発電技術をもとに開発された。軽水炉の成功は、火力発電の技術と経験に基づいていたことにあるとされている。火力発電は、米国では1950年代に、日本では1960年代に超臨界圧に移行した。バルブ、配管、タービン、給水ポンプ、給水加熱器は、超臨界圧火力発電において、タービン入り口の圧力30MPa、蒸気温度630Cまで商業規模の経験がある。軽水炉から超臨界圧軽水炉への発展は自然であるとされている
超臨界”蒸気”は体積当たりのエンタルピーが大きい。気水分離系や再循環系が不要であるため、機器のコンパクト化と簡素化による経済性向上を図れるとされている。
冷却水出口温度は500℃台となり、熱効率は、従来の軽水炉の30%程度から、現代の一般的な火力発電所に匹敵する45%程度になる。
軽水炉は高温の炉心冷却水が循環しており、低温で全量を純化処理することは不可能である。超臨界圧水冷却炉は、炉心冷却水の全量がタービンに送られる貫流型なので、超臨界圧火力発電同様、復水の全量を低温で純化処理できる。これは軽水炉で悩まされてきた構造材料の応力腐食割れ対策で有利であるとされている
また、日本の超臨界火力発電技術や鉄鋼材料技術の利用など、産業戦略上の優位性もあるとされている。
高速炉として設計した場合の利点としては、出力密度が高いため、同じ径の原子炉容器でも熱出力は大きくできるという点が挙げられる。再処理やMOX燃料への加工コストの低減に成功すれば、熱中性子炉に経済性で優る高速炉の実用化が実現できる可能性があるとされている。

### 比較
現在、一般的に用いられている軽水炉である沸騰水型原子炉や加圧水型原子炉および超臨界圧水を使用する火力発電と、超臨界圧軽水冷却炉の特性比較表を以下に掲載する。
|                                      | 沸騰水型原子炉     | 加圧水型原子炉 | 超臨界圧火力 | 超臨界圧軽水炉 |
| ------------------------------------ | ------------------ | -------------- | ------------ | -------------- |
| プラント冷却系統                     | 再循環直接サイクル | 間接サイクル   | 貫流サイクル | 貫流サイクル   |
| 電気出力[MWe]                        | 1356               | 1150           | 1000         | 1000           |
| 熱効率[%]                            | 34.5               | 34.4           | 41.8         | 43.8           |
| 水圧[MPa]                            | 7.2                | 15.5           | 24.1         | 25             |
| 冷却水炉心入口/出口温度[℃]           | 269/287            | 289/325        | 289/538      | 280/500        |
| 冷却水流量[t/s]                      | 14.5               | 16.7           | 0.821        | 1.18           |
| 電気出力当たりの冷却水流量[kg/s/MWe] | 10.7               | 14.5           | 0.821        | 1.18           |

### 安全性
安全確保の基本原理は、軽水炉では冷却水のインベントリー（水位）の確保であるが、超臨界圧軽水冷却炉では炉心流量の確保である。事故時には水位より流量のほうが確実に測定できる。貫流型なので、配管破断時に炉心冷却流が生じる。軽水炉の配管ギロチン破断時の配管両端からの冷却水流失（200%喪失）は生じない。原子炉容器上部ドームの水が原子炉容器内蓄圧器として働く。
主要機器は、軽水炉や火力発電の使用温度と同等以下であり、運転経験も豊富であるため、高い信頼性が得られる。
制御棒の挿入方向は、加圧水型原子炉と同様の上部からの挿入であり、非常時には駆動機構から制御棒を切り離し、自由落下による制御棒の炉心への挿入を行うことが可能である。

## 研究状況
日本で1980年代末に大学で自主研究として開始され、概念設計結果や安全解析が、学術雑誌、超臨界圧水冷却炉シンポジウム（SCRシンポジウム）などの国際会議論文、それらをまとめた英文書や国際機関での講演資料として発表されている 。
この炉型は2000年代初頭に第4世代原子炉に、水冷却原子炉として唯一選定され、現在は、カナダ、EU,日本、中国、ロシアが、国際機関での研究開発情報の交換に参加している。
日本では、2000年代から2010年代にかけて国の競争的資金を用いた実験や設計研究が、大学や研究開発機関やBWRメーカによって行われた。大学と産業界との情報交換も行われたことがある。
欧州では高性能軽水炉（HPLWR, High Performance Light Water Reactor）の名称で、研究が、欧州共同体のフレームワークプログラムとして2000年代から行われた。2020年からはECC smartの名称で、小型モジュール炉の研究が、欧州各国とカナダ、中国が参加してEURATOMのプログラムとして行われている。